# Eruv

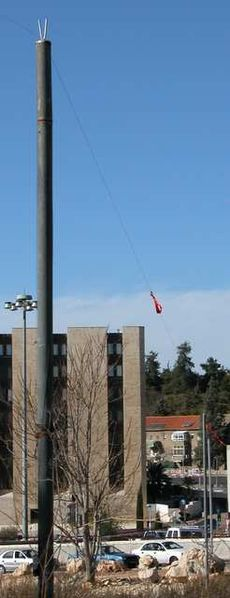
Pali dell‘eruv in Israele

Eruv (ebraico עירוב - mistura, mescolanza, traslitt. anche come eiruv o erub, plur.: eruvin) è una recinzione rituale.

## L'Eruv
Poiché la legge ebraica proibisce il trasporto di un oggetto da un dominio privato interno (abitazione, casa, ecc.) ad una strada pubblica (dominio pubblico) durante lo Shabbat e Yom Kippur (Halakhah), le comunità ebraiche osservanti costruiscono delle recinzioni nei loro quartieri, anche con un semplice filo, per ampliare ciò che viene da esse considerato come dominio privato.
L‘eruv permette quindi agli ebrei di tradizione ortodossa di portare con loro per strada, tra le altre cose, chiavi, tessuti, medicinali o bambini e di utilizzare passeggini e bastoni. La presenza o l'assenza di un eruv influenza in particolar modo la vita delle persone con mobilità ridotta e coloro che sono responsabili della cura di neonati e bambini piccoli.

## Eruv nel mondo

### Italia
- Venezia
- Milano

### USA
- Manhattan[3]

## Eruv Tavshilin
L'Eruv Tavshilin prevede l'eruv dei cucinati quando Shabbat capiti durante o dopo giorni di Yom Tov delle festività ebraiche, quando altrimenti risulterebbe proibito cucinare per lo stesso giorno dello Shabbat: questo per non sminuire la Qedushah delle stesse.
Viene fatta una preghiera ebraica con Berakhah su almeno due pietanze sostanziose, come per esempio pane o Matzah ed un uovo sodo mangiati poi verso il termine dello Shabbat: queste vengono recitate prima che entri la festa, cioè prima del tramonto.